# Alcide Molteni
Alcide Molteni (Rovagnate, 18 giugno 1952) è un politico italiano, sindaco di Sondrio dal 1994 al 2003 e dal 2008 al 2018, per un totale di quattro mandati non consecutivi.

## Biografia
Tra il 1990 e il 1994 è stato consigliere comunale di Sondrio per il Partito Socialista Democratico Italiano. Venne eletto sindaco per la prima volta nel dicembre 1994, quando si presentò col sostegno della lista Sondrio Democratica e superò al ballottaggio il candidato leghista, Giuseppe Camurri. Nel dicembre 1998 venne riconfermato per un secondo mandato, con l'appoggio della coalizione de L'Ulivo, superando al secondo turno Francesco Venosta.
Nell'aprile 2008 si ripresenta per una terza volta, sostenuto da una coalizione di centro-sinistra, formata da Partito Democratico, La Sinistra l'Arcobaleno, Partito Socialista Italiano e tre liste civiche. Viene, dunque, rieletto al ballottaggio superando Aldo Faggi del centrodestra col 54,2% dei consensi. Nel maggio 2013 vince nuovamente le elezioni comunali col 53,68% dei voti al primo turno. In consiglio è sostenuto da una coalizione di centrosinistra formata da Partito Democratico, Sinistra Ecologia Libertà, Partito Socialista Italiano e due liste civiche.